# سرودهای مدار ۴۹ درجه
«سرودهای مدار ۴۹ درجه» (به انگلیسی: Hymns of the 49th Parallel) آلبومی از هنرمند اهل کانادا کی.دی. لنگ است که در ۲۷ ژوئیه ۲۰۰۴ منتشر شد.